# Ilex nigropunctata
Ilex nigropunctata är en järneksväxtart som beskrevs av John Miers. Ilex nigropunctata ingår i släktet järnekar, och familjen järneksväxter. Inga underarter finns listade i Catalogue of Life.